# Languevoisin-Quiquery
Languevoisin-Quiquery és un municipi francès situat al departament del Somme i a la regió dels Alts de França. L'any 2007 tenia 210 habitants.

## Demografia

### Població

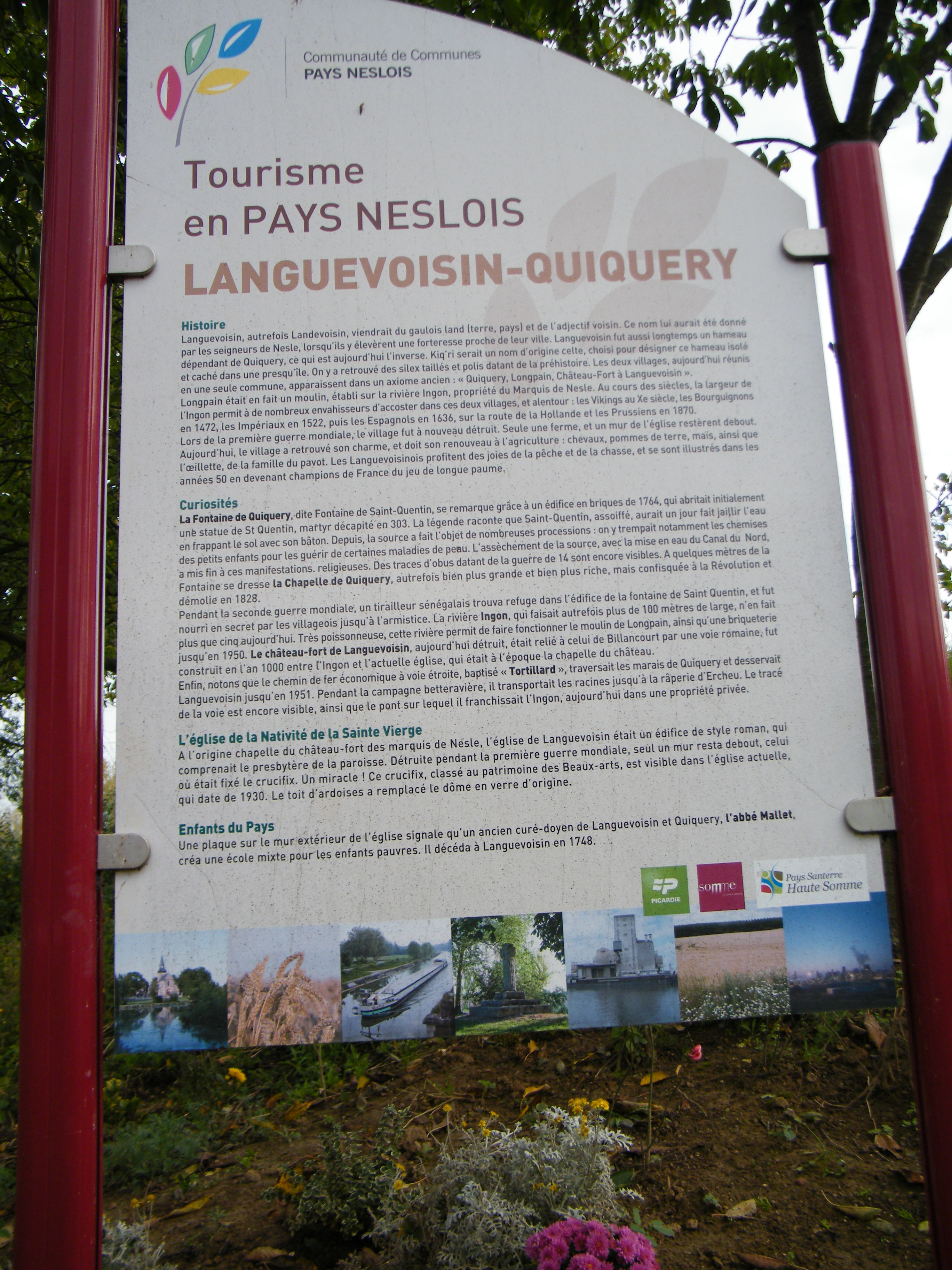

El 2007 la població de fet de Languevoisin-Quiquery era de 210 persones. Hi havia 80 famílies de les quals 20 eren unipersonals (8 homes vivint sols i 12 dones vivint soles), 28 parelles sense fills, 24 parelles amb fills i 8 famílies monoparentals amb fills.

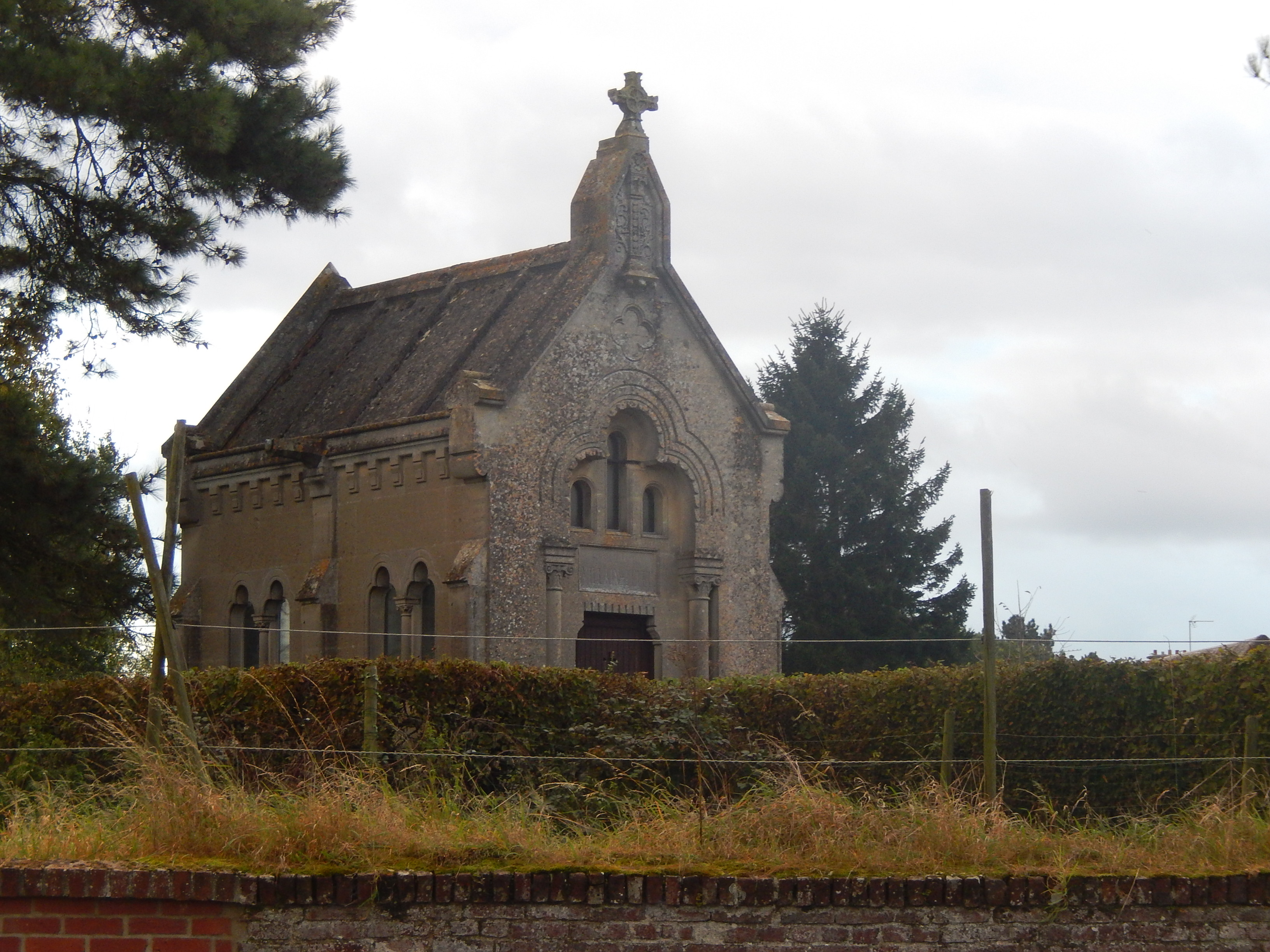

La població ha evolucionat segons el següent gràfic:
Habitants censats

### Habitatges
El 2007 hi havia 99 habitatges, 83 eren l'habitatge principal de la família, 9 eren segones residències i 7 estaven desocupats. Tots els 99 habitatges eren cases. Dels 83 habitatges principals, 70 estaven ocupats pels seus propietaris, 9 estaven llogats i ocupats pels llogaters i 4 estaven cedits a títol gratuït; 2 tenien dues cambres, 15 en tenien tres, 22 en tenien quatre i 44 en tenien cinc o més. 71 habitatges disposaven pel capbaix d'una plaça de pàrquing. A 31 habitatges hi havia un automòbil i a 45 n'hi havia dos o més.

### Piràmide de població

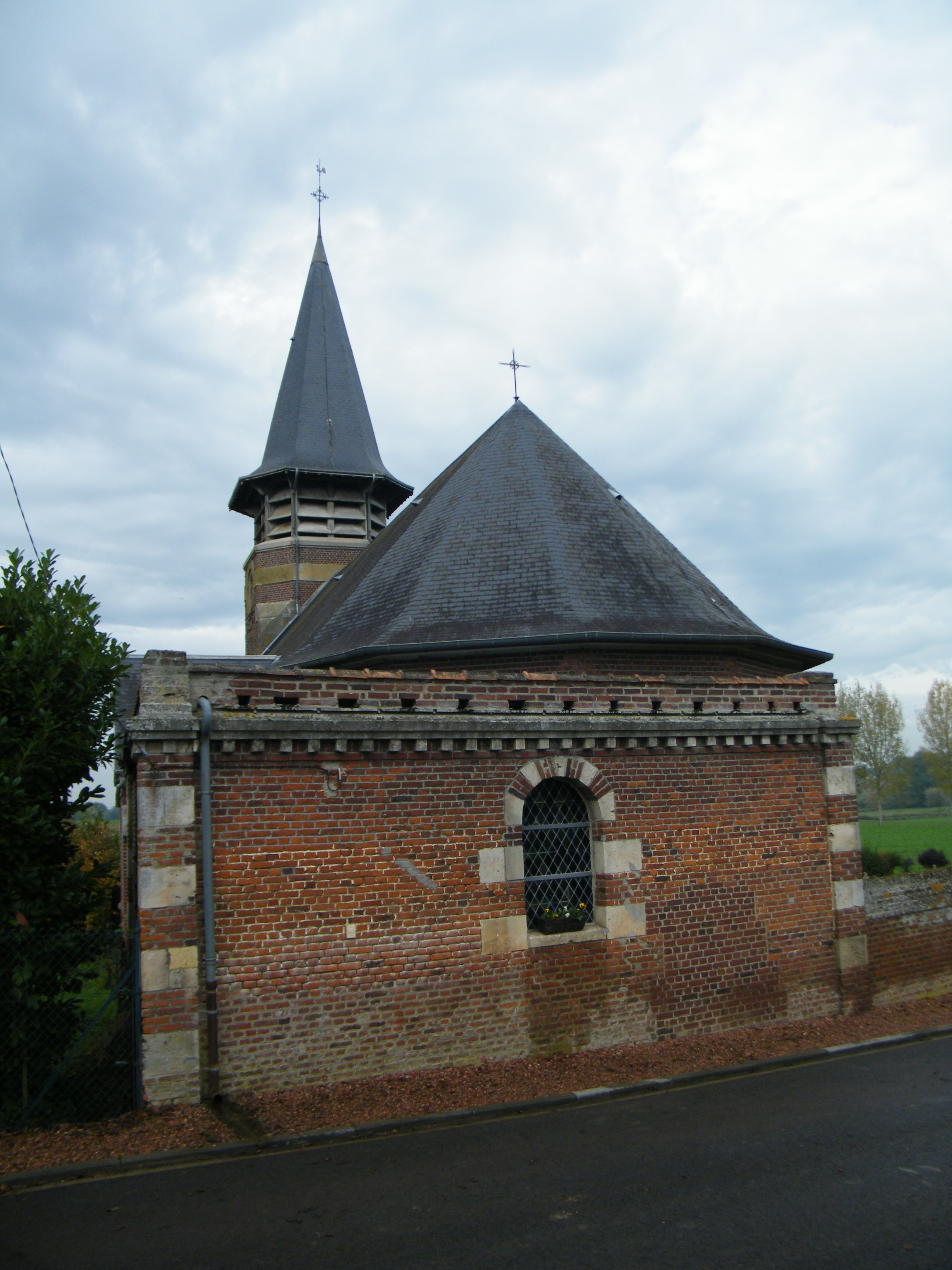

La piràmide de població per edats i sexe el 2009 era:
| Homes | Edats   | Dones |
| ----- | ------- | ----- |
| 0     | 95 o +  | 0     |
| 0     | 90 a 94 | 0     |
| 0     | 85 a 89 | 0     |
| 0     | 80 a 84 | 4     |
| 12    | 75 a 79 | 4     |
| 8     | 70 a 74 | 8     |
| 4     | 65 a 69 | 12    |
| 4     | 60 a 64 | 8     |
| 0     | 55 a 59 | 0     |
| 4     | 50 a 54 | 8     |
| 8     | 45 a 49 | 0     |
| 4     | 40 a 44 | 8     |
| 8     | 35 a 39 | 12    |
| 4     | 30 a 34 | 4     |
| 4     | 25 a 29 | 0     |
| 0     | 20 a 24 | 16    |
| 0     | 15 a 19 | 8     |
| 8     | 10 a 14 | 4     |
| 12    | 5 a 9   | 0     |
| 12    | 0 a 4   | 0     |

## Economia

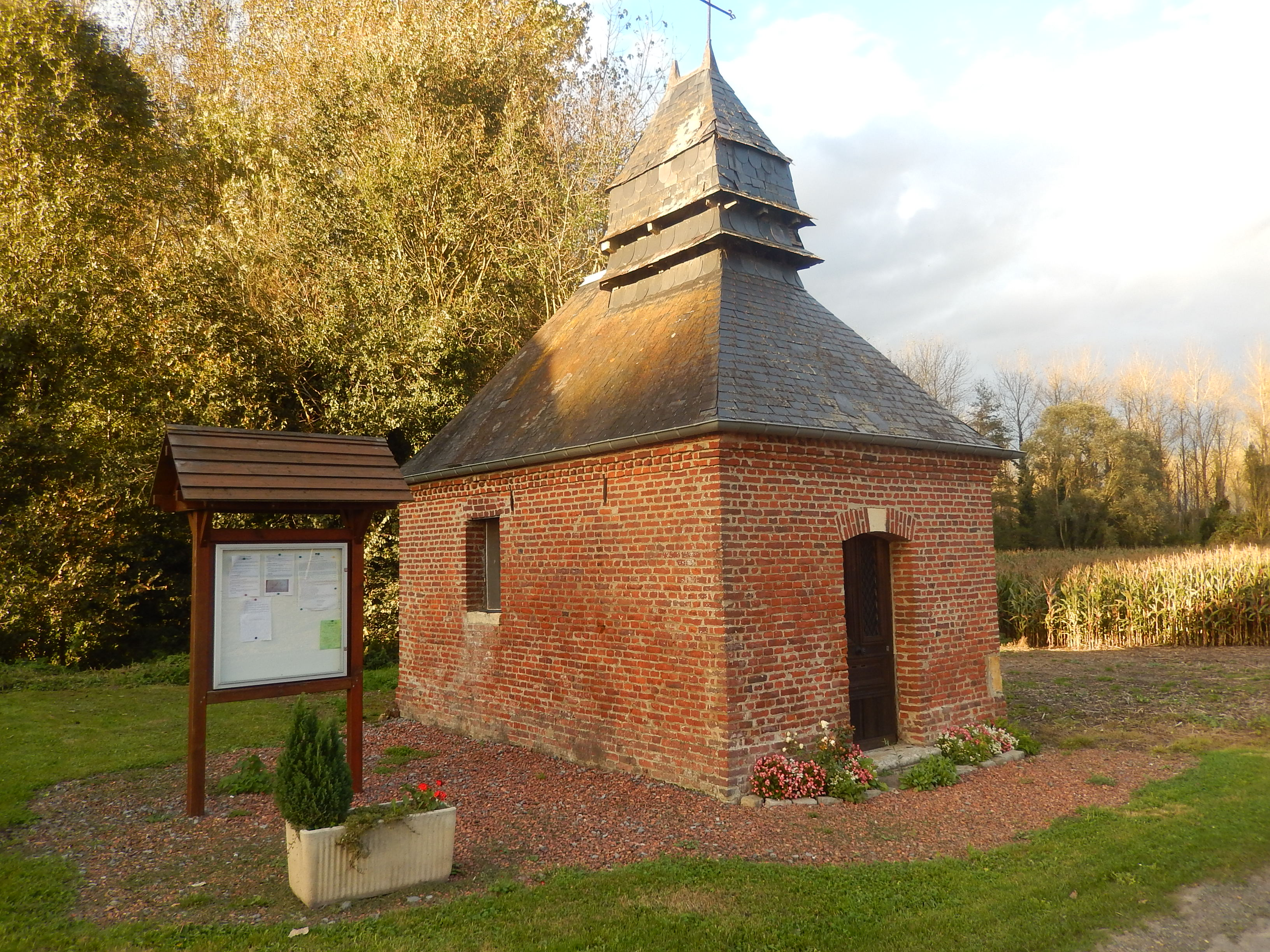

El 2007 la població en edat de treballar era de 137 persones, 105 eren actives i 32 eren inactives. De les 105 persones actives 98 estaven ocupades (55 homes i 43 dones) i 7 estaven aturades (3 homes i 4 dones). De les 32 persones inactives 9 estaven jubilades, 10 estaven estudiant i 13 estaven classificades com a «altres inactius».

### Ingressos
El 2009 a Languevoisin-Quiquery hi havia 85 unitats fiscals que integraven 222 persones, la mediana anual d'ingressos fiscals per persona era de 18.621 €.

### Activitats econòmiques

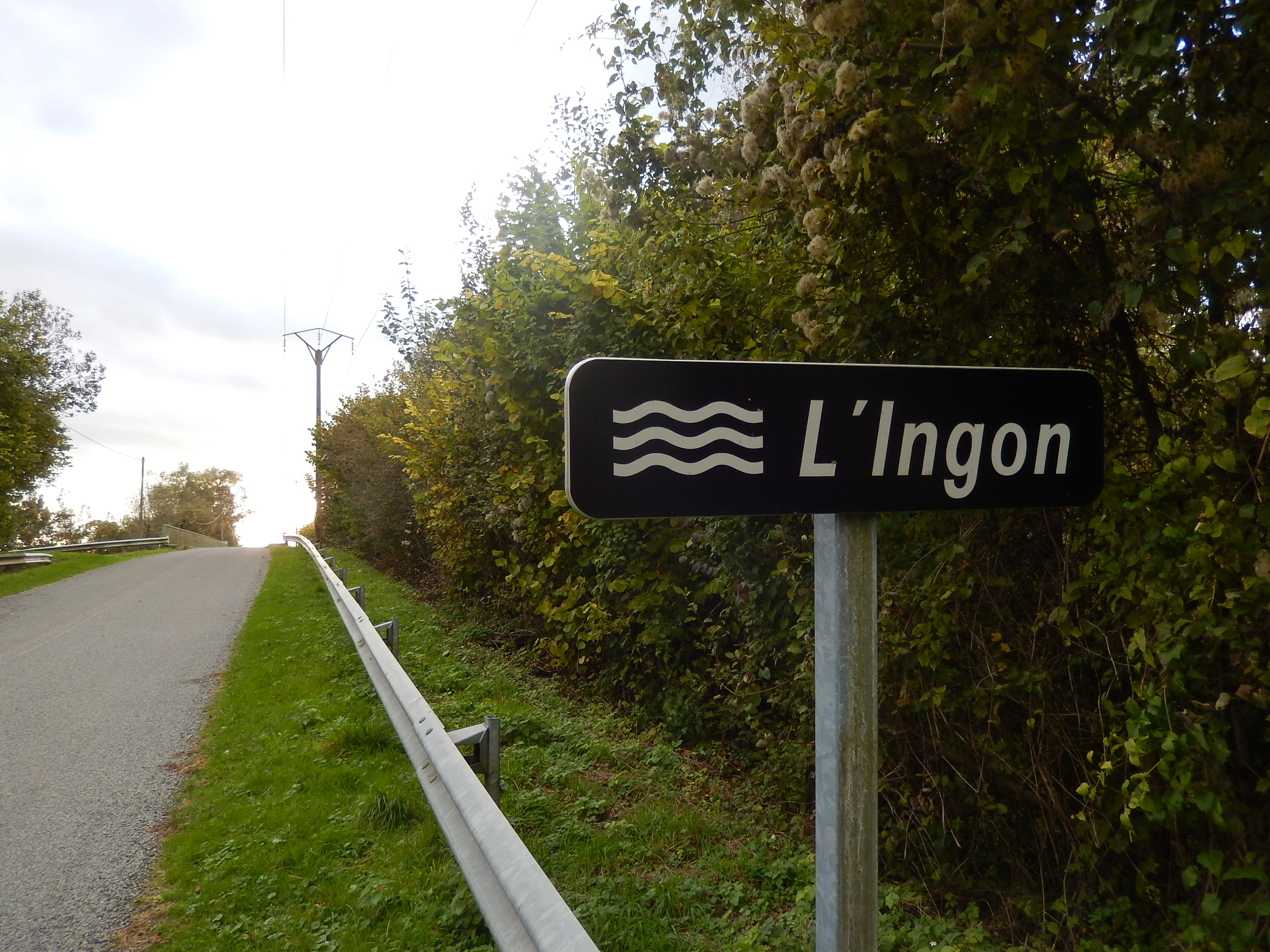

Dels 3 establiments que hi havia el 2007, 1 era d'una empresa de construcció i 2 d'empreses de comerç i reparació d'automòbils.
L'únic servei als particulars que hi havia el 2009 era una lampisteria.
L'any 2000 a Languevoisin-Quiquery hi havia 5 explotacions agrícoles.

## Poblacions més properes

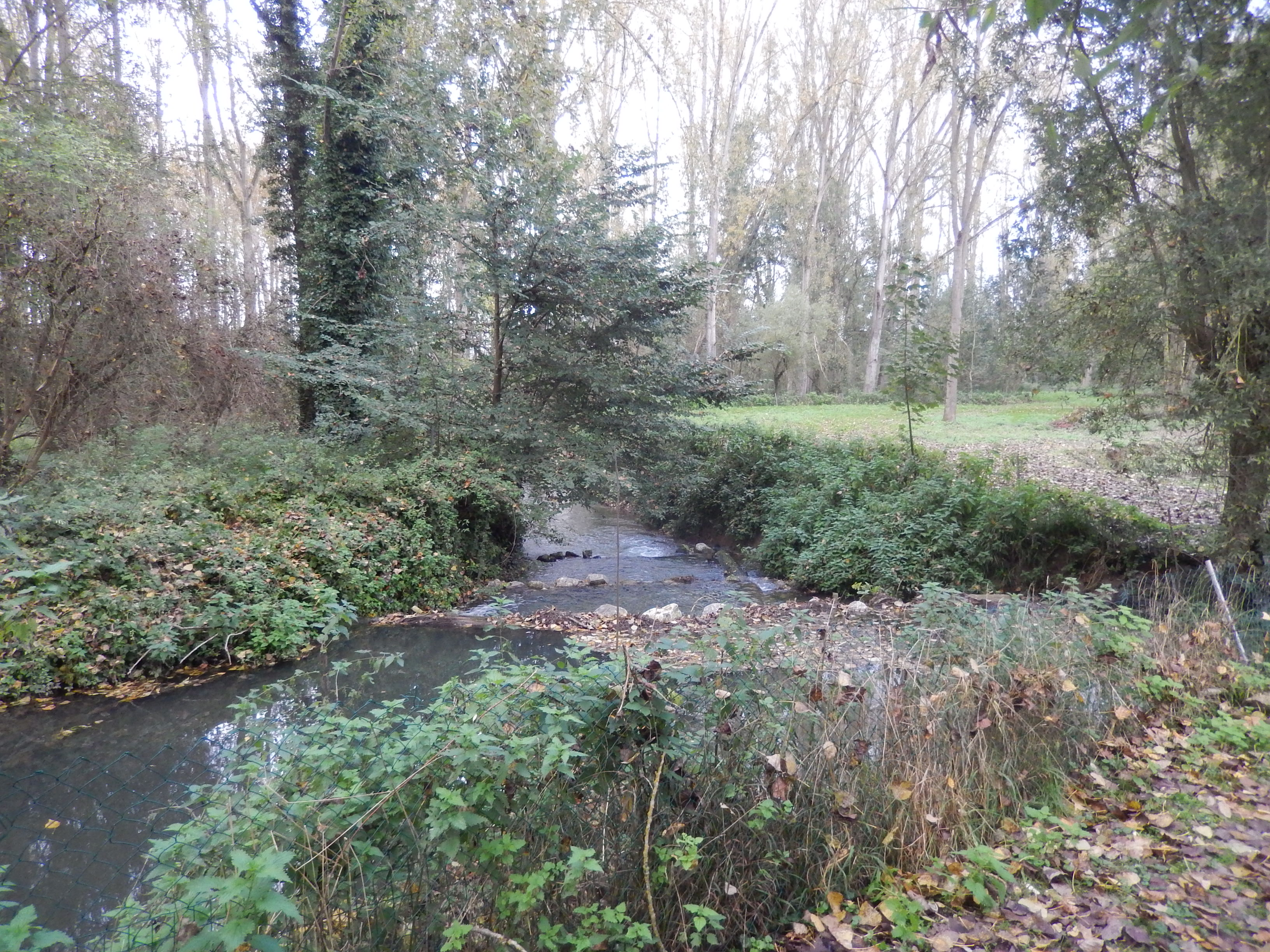

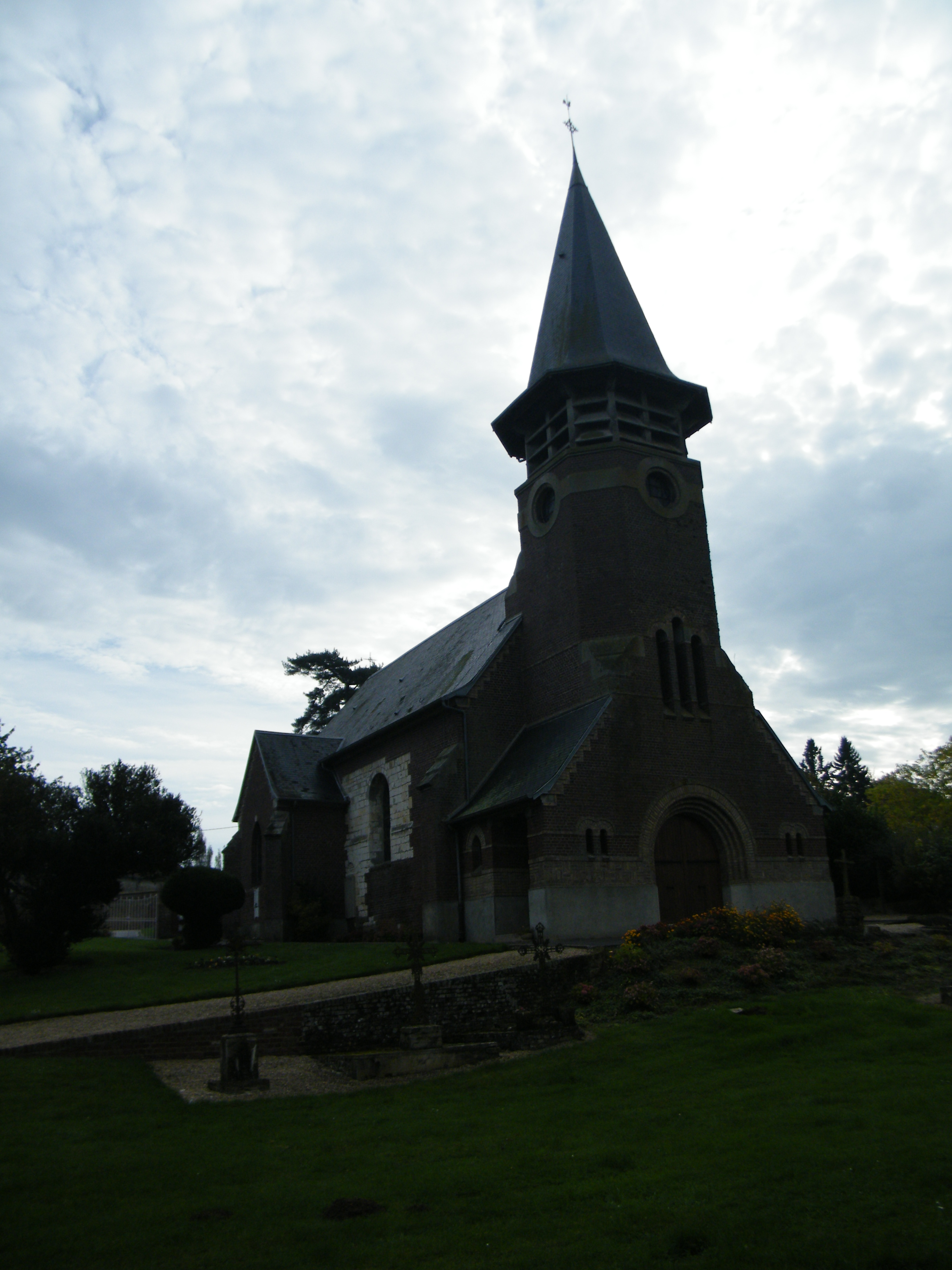

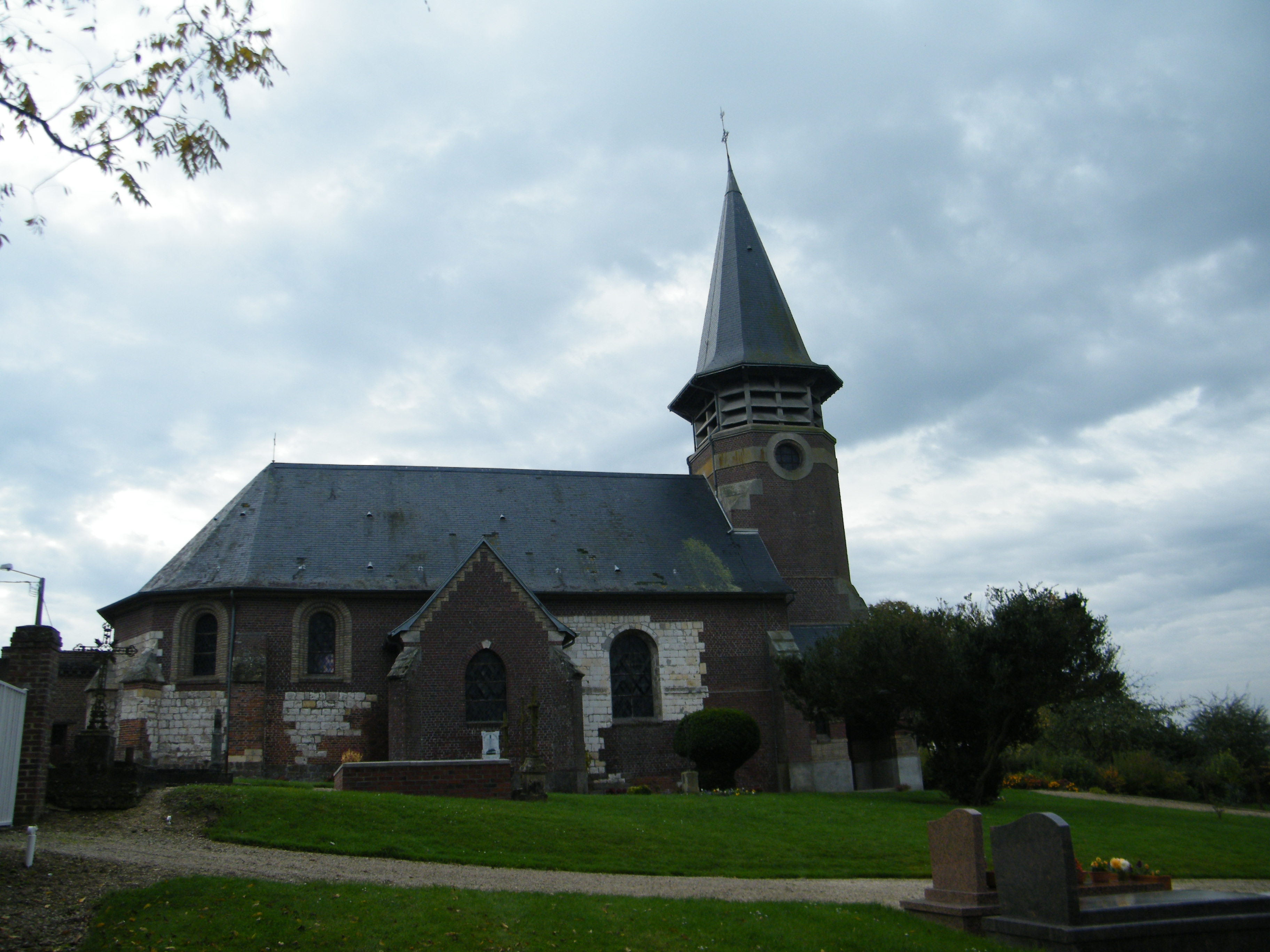

El següent diagrama mostra les poblacions més properes.